# Severnaya Sosva

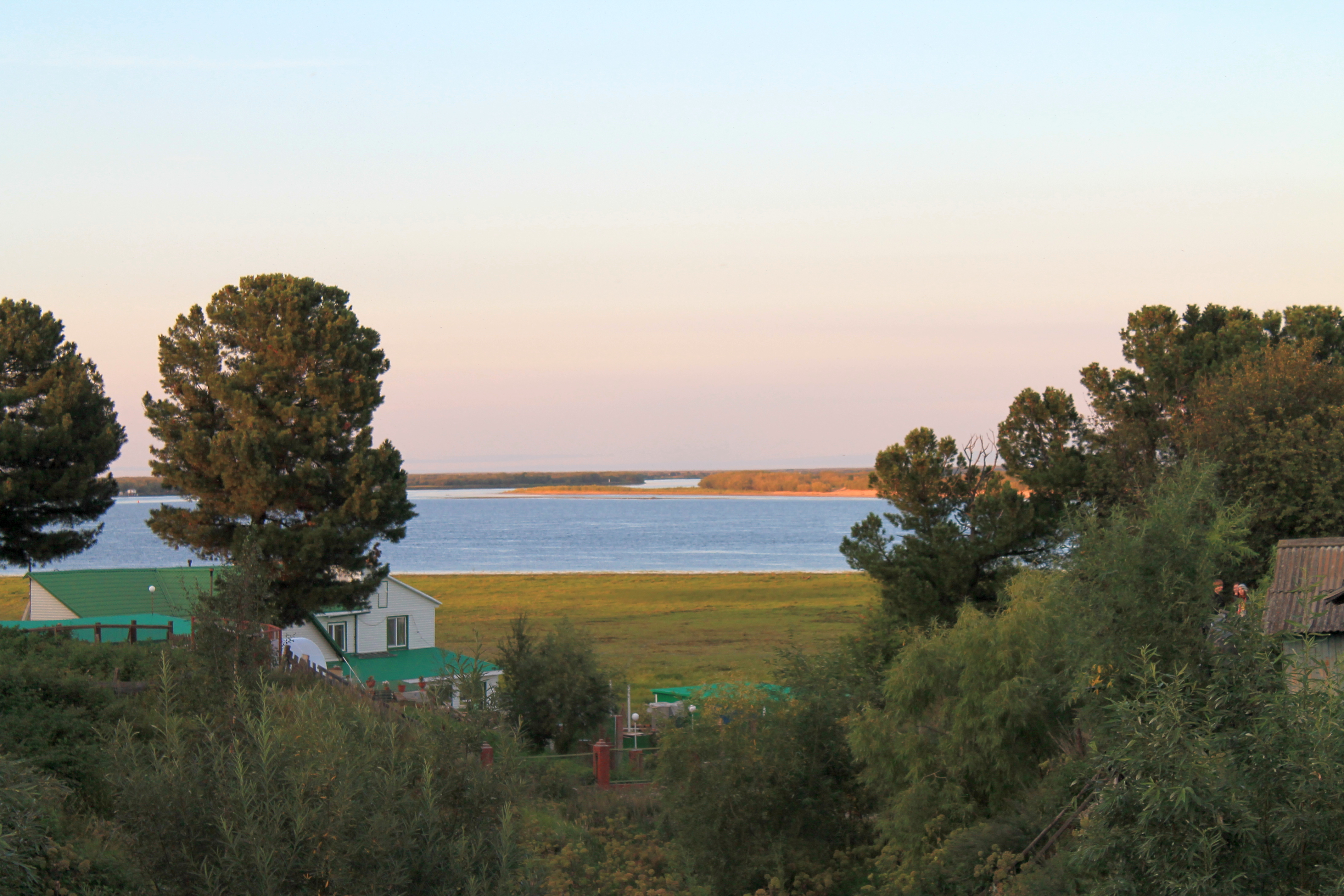

Severnaya Sosva (tiếng Nga: Северная Сосьва) là một sông tại khu tự trị Khanty–Mansi, Nga, dẫn nước từ phía bắc dãy núi Ural và đổ vào hạ du sông Obi.

## Địa lý
Sông cùng các chi lưu của nó dựa trên cơ sở hình chữ T. Các sông Khulga và Lyapin chảy về phía nam khoảng 125 mi, song song với dãy Urals trong khi dòng chính Bắc Sosva chảy 125 mi về phía bắc. Các con sông hợp lưu chảy về phía đông-đông nam khoảng 100 mi gần với sông Obi gần Igrim và sau đỏ đổi hướng bắc khoảng 50 mi trước khi hợp lưu với sông Obi tại Beryozovo. Đầu nguồn của sông nằm ngay phía đông đầu nguồn của sông Pechora trên sườn khác của dãy Urals và hơi nằm về phía bắc của đầu nguồn con sông chảy theo hướng đông nam là Pelym.
Sông có chiều dài 754 km, diện tích lưu vực là 98.300 km²và lưu lượng dòng chảy bình quân là 860 m³. Sông bị đóng băng từ tháng 11 đến tháng 4 và bị tràn bờ (do tuyết tan) từ tháng 5 đến tháng 9.  Giống như nhiều sông khác tại đồng bằng Tây Siberi, sông bị ngập trải rộng với các đầm lầy và có dòng chảy uốn khúc. Vào mùa xuân khu vực gần sông Obi thường bị lụt. Lòng sông thỉnh thoảng rộng tới 1 km và vùng đồng bằng bị ngập trải rộng 40 km. Sông có khả năng thông hành tại vùng hạ du.